# アマルフィ大聖堂
アマルフィ大聖堂（イタリア語: Cattedrale di Sant'Andrea/Duomo di Amalfi）は、イタリアのアマルフィにある大聖堂であり、町の中心部のドゥオーモ広場から階段を上った場所にある。

## 概要
聖アンデレの捧げられた大聖堂であり、9世紀頃建設された。
大聖堂は7回もの改修がなされており、ロマネスク建築、バロック建築、 イスラーム建築、ロココ建築、ゴシック建築、ビザンチン建築など様々な建築様式が混在している。また大聖堂に地下には地下聖堂があり聖アンデレの聖遺物が奉納され、聖アンデレの骨から聖なる液体マナ (食物)が出てくると言われている。
第4次十字軍の遠征が実施された1206年に聖アンデレの聖遺物が大聖堂に運び込まれたと言い伝えられており、1208年に地下聖堂が完成し聖アンデレの聖遺物が安置された。

## 外装
教会正面(ファサード)は1891年に改装され、外壁はストライプのマーブル模様という、この地域の教会・聖堂として珍しいものになっている。入口の上部にある装飾された壁画(ティンパヌム)はドメニコ・モレリによるもので、現在はレプリカが飾られている(本物は市民ホールに飾られている)。
ドゥオーモ広場から大聖堂への階段は62段あり、また入口の銅製の巨大なドアは古代ローマ以後にコンスタンティノープルで鋳造され、登塔者シメオンによるサインが施されている。鐘楼は1180年より建設が始まり完成するまで100年以上かかった。4つの小さな塔を含む鐘楼はイスラーム建築様式となっており、マジョルカ焼きのタイルで装飾されている。また鐘楼は戦争時は見張り台の役割も担っていた。

## 内装
木製のキリストの磔像(13世紀頃の作品)が礼拝堂に祀られており、エルサレムから運ばれたといわれる真珠層で作られた磔像が裏戸の右側に祀られている。身廊中央にある高い祭壇は大司教Pietro Capuano(1214年死去)の石棺(サルコファガス)も含まれており、祭壇上部にはAndrea dell'Astaによる「聖アンデレの受難」が、天井部にはそれぞれ「キリストの鞭打ち」、「使徒の磔」、「マナの奇蹟」などが描かれている。

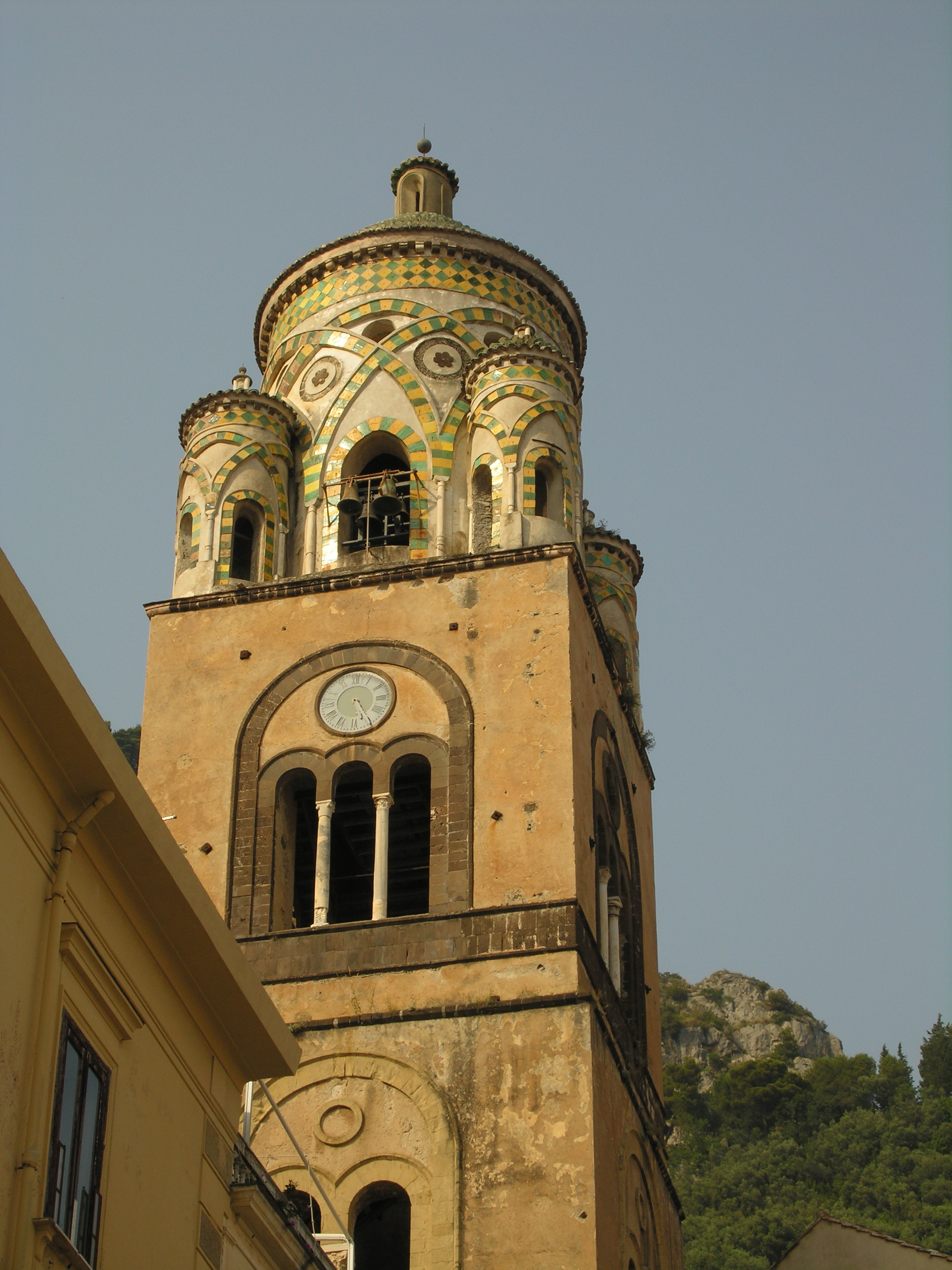
鐘楼
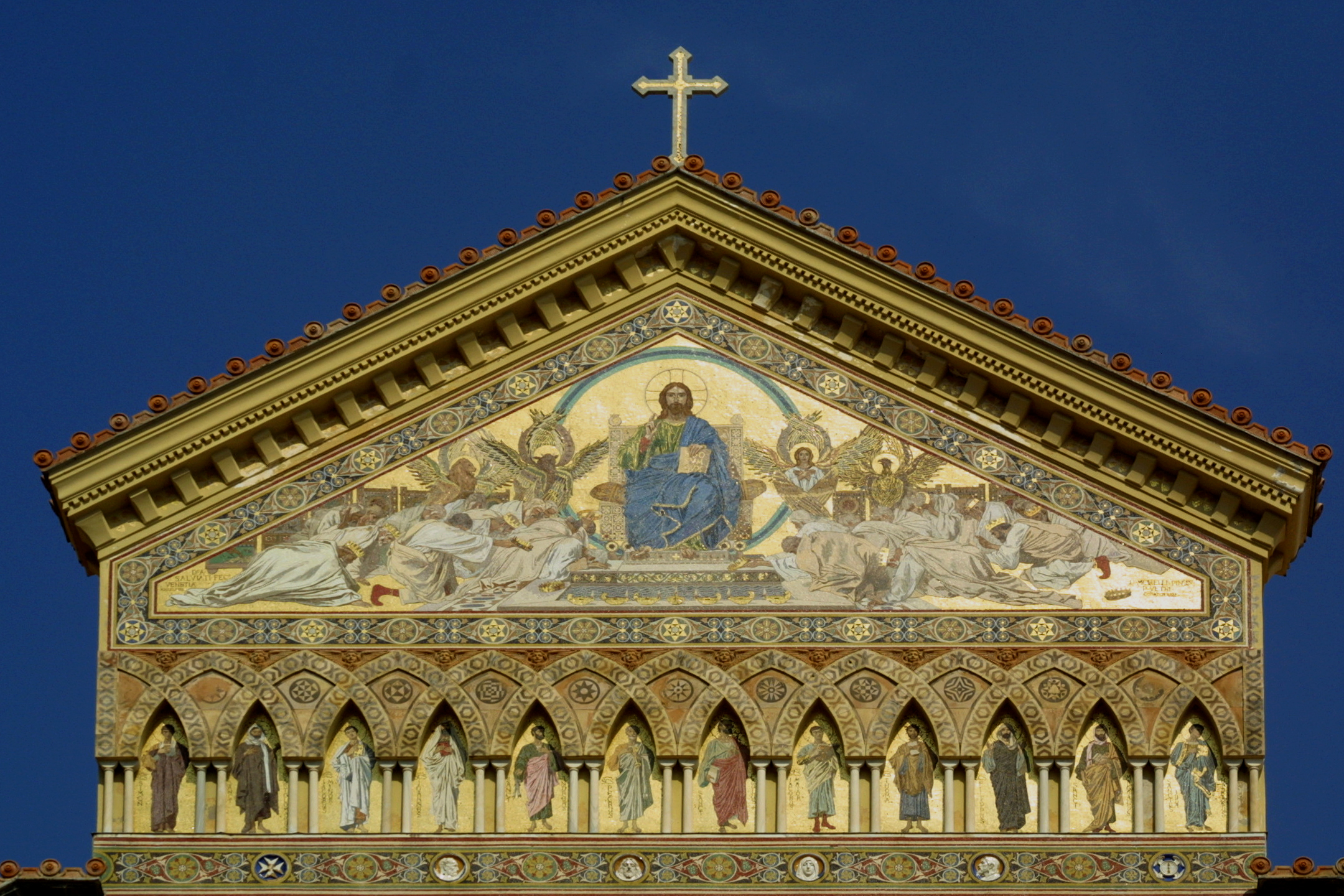
大聖堂上部のモザイク画
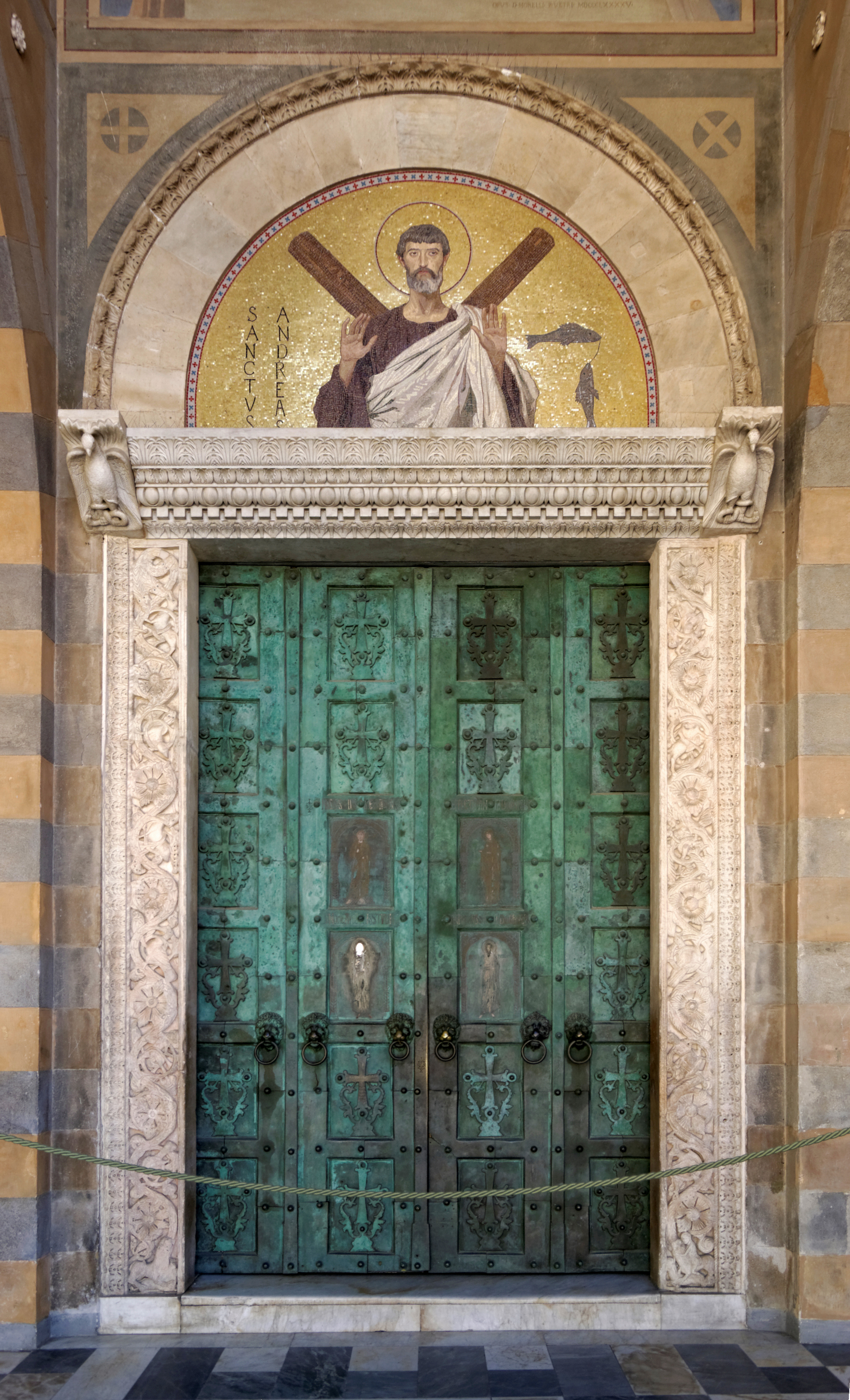
ブロンズ製のドア

座標: 北緯40度38分04秒 東経14度36分11秒 / 北緯40.63444度 東経14.60306度